# Жупная площадь
Жупная площадь (словац. Župné námestie) — площадь в Старом городе, Братислава, Словакия. Слово «жупа» у западных и южных славян имеет значение «селение», «округ».
Расположена в непосредственной близости от Капуцинской улицы, Площади словацкого национального восстания и Торговой улицы. В 2006 году площадь была полностью отреставрирована, вместе с остальными улицами исторического центра Братиславы. Во время реставрации площади был обнаружен старый колодец (отреставрирован и освящён). На площади находится знаменитая церковь тринитариев (представителей Ордена пресвятой Троицы).
Параллельно площади проходит главная трамвайная линия, соединяющая между собой окраинные части города. Площадь расположена в так называемой мягкой пешеходной зоне. На Жупной площади находится старое здание Национального совета Словацкой республики.

## Галерея

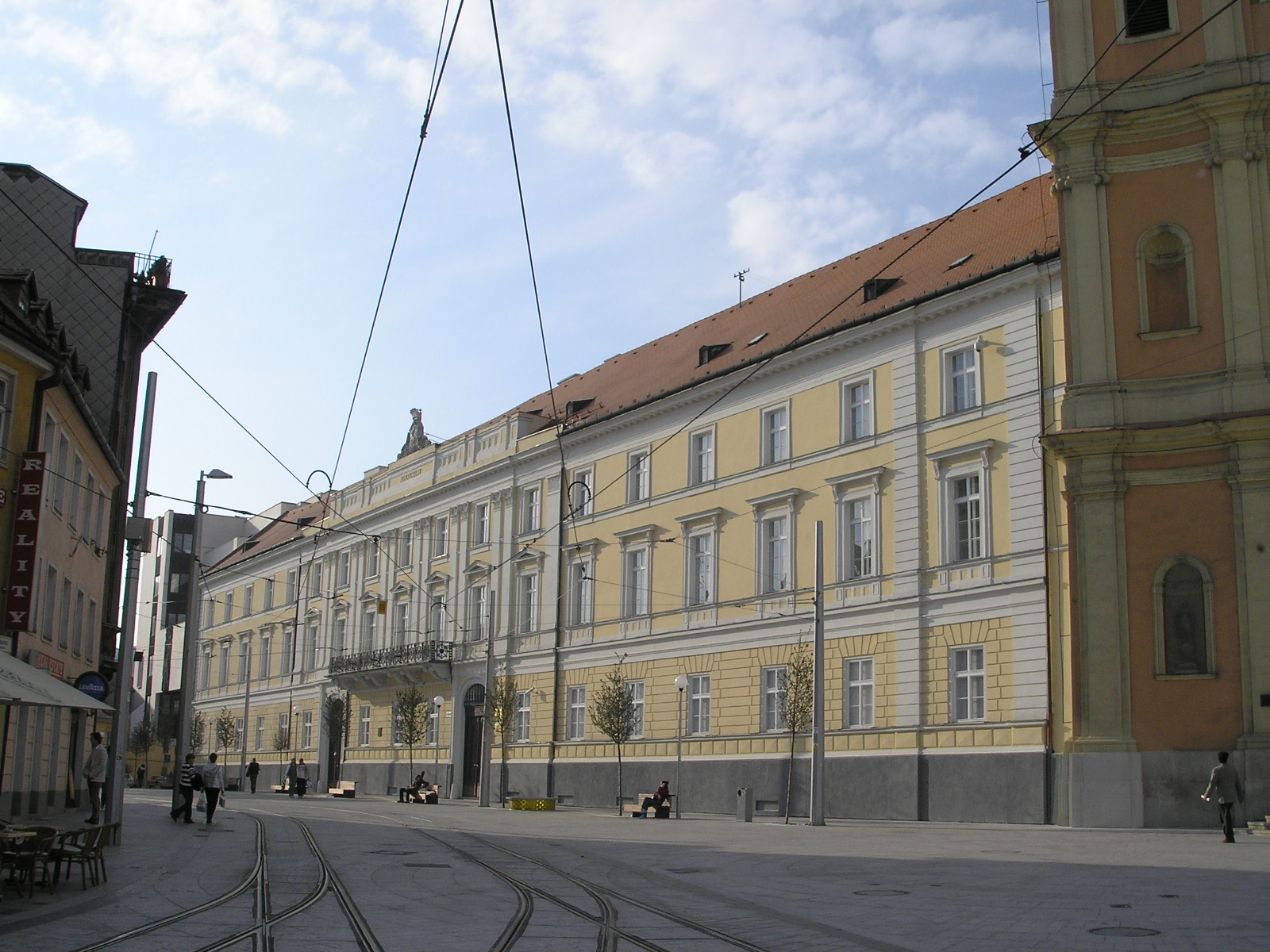
Исторические здания рядом с площадью и церковью
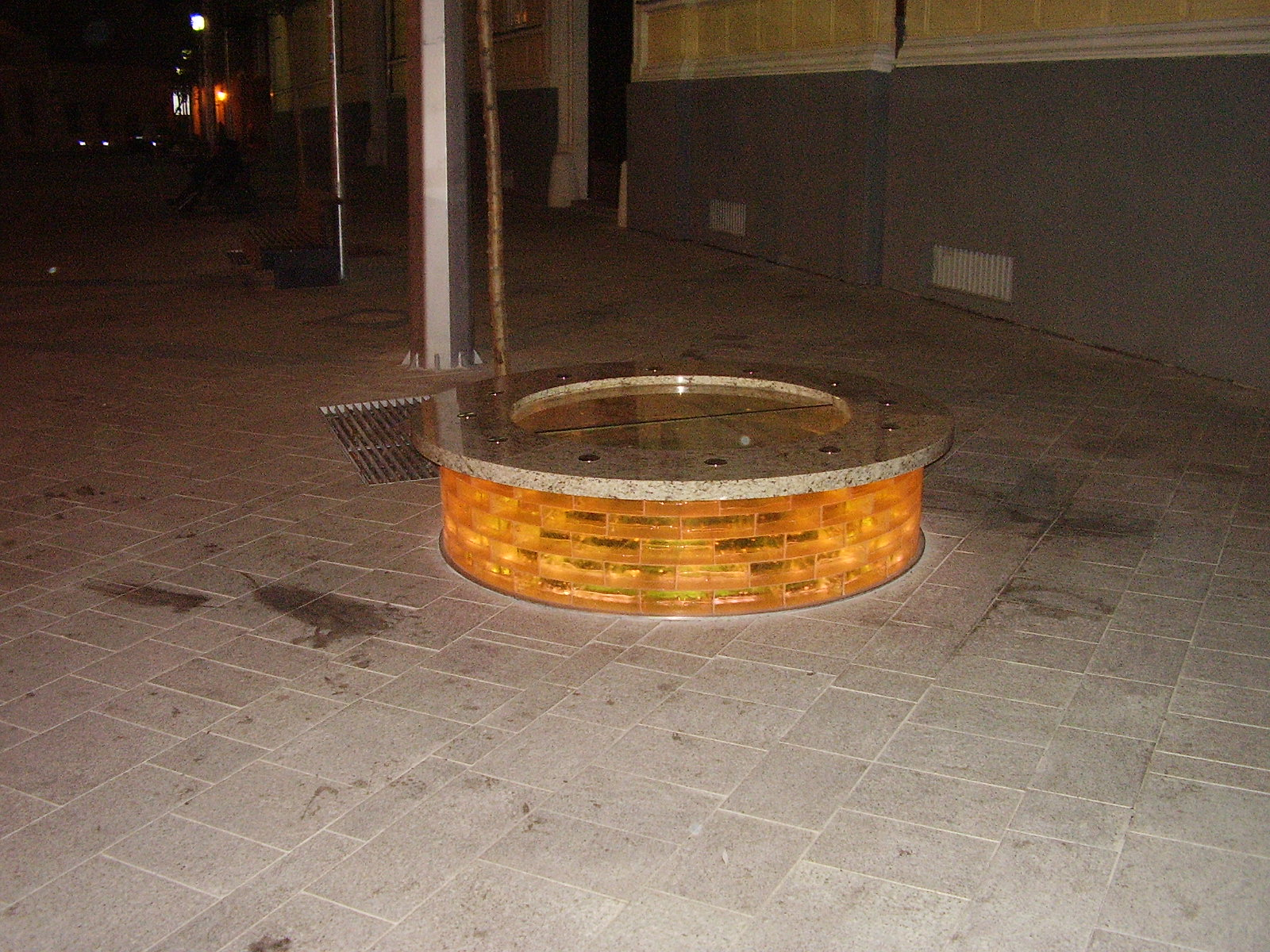
Колодец, обнаруженный во время реставрации площади